# Durga Râni, reine des jungles

Durga Râni, reine des jungles est une série française de bandes dessinées créée par Jean Sylvère — pseudonyme du romancier René Thévenin — et Pellos dans le magazine Fillette en 1946.
Elle a ensuite été publiée en trois albums par la Société parisienne d'édition.

## La série
Le personnage principal, Durga Râni, est une jeune femme qui est la dernière descendante d'un peuple possédant des pouvoirs surhumains. Elle vit au cœur de la jungle en Inde, entouré notamment d'un singe et d'un éléphant.
Durga Râni est une « tarzanide », c'est-à-dire un personnage de fiction inspiré de Tarzan.
Jolie jeune femme à l'allure très féminine, Durga Râni a une longue chevelure brune bouclée et ses yeux et sa bouche sont maquillés en permanence. Elle est vêtue le plus souvent d'une tunique en peau de léopard, dont la partie basse est un short tandis que le haut monte jusqu'à sa poitrine. La tunique est accrochée soit par une bretelle sur l'épaule gauche ou par deux bretelles autour du cou. Une ceinture vient marquer sa taille pour mettre en valeur sa plastique.
Elle est bien sûr intrépide et arrive à se tirer sans encombre des situations les plus périlleuses en utilisant ses capacités physiques et son intelligence. Les grands animaux de la jungle, éléphants, grands fauves, gorilles… viennent à son aide lorsqu'elle les appelle.

## Technique
Les scénarios sont écrits par l'écrivain René Thévenin sous le pseudonyme de Jean Silvère, tandis que les dessins sont réalisés par Pellos.
Les dessins sont en noir et blanc. Le texte décrivant l'action ainsi que les dialogues sont situés sous les images qui sont dans des cases qui ne sont pas encadrées.

## Nom de l'héroïne
Durga est le nom de l'une des principales divinités hindoues.
Râni est la forme féminine du titre monarchique « raja », utilisé dans le sous-continent indien. C'est aussi un prénom utilisé en Inde.
Le choix du nom fait peut-être référence à la rani Lakshmî Bâî qui faisait partie du Durga Dal, un groupe de femmes guerrières qui ont combattu contre les Britanniques lors de la révolte des Cipayes et qui sont souvent comparées aux Amazones de la mythologie grecque.

## Personnages
- Durga Râni : héroïne de la série
- Nour-Djahan[N 1] : reine d'Asoka et sœur de Durga[N 2]
- Balkis[N 3] : reine ennemie de Durga
- Hanuman[N 4] : singe ami de Durga
- Hogh : éléphant ami de Durga

## Histoires
- La Reine des jungles volume 1
- La Reine des jungles volume 2
- L'Appel du maître

## Publications et éditions
La série a été publiée dans le magazine Fillette à partir du n° 23 (12 décembre 1946) et jusqu'au n° 383. La première page de couverture du n° 24 du magazine (19 décembre 1946) était illustrée par un dessin de Durga Râni assise sur le dos de l'éléphant Hogh.
La série a été éditée en trois albums par la SPE en 1949. L'éditeur Serg a réédité la série en deux albums en 1976.
Une nouvelle aventure de Durga Râni de 6 pages a été publiée dans le n° 44 du 1er mars 1976 de la revue Phénix.

## Dans la littérature
Dans son ouvrage L'Autre Éducation sentimentale, l'académicien Pierre-Jean Rémy évoque Durga Râni dans ses souvenirs d'enfance.
Dans son livre Quand j'étais star, le journaliste Jean-François Josselin évoque également Durga Râni.